# 서울동답초등학교
서울동답초등학교는 대한민국 서울특별시 동대문구에 있는 공립 초등학교이다.

## 학교 연혁
- 1984년 5월 23일 개교
- 1996년 3월 1일 서울동답초등학교로 교명 개칭

## 학교 동문
.

## 참고 자료
- 서울동답초등학교 - 한국교육학술정보원 학교알리미